# Gerald Bonner (Theologe)
Gerald Bonner (* 18. Juni 1926; † 22. Mai 2013) war ein englischer Theologe.

## Leben
Als Stipendiat der Stationers School trat er 1944 in die Armee ein und leistete den Nachkriegsdienst bei den King’s Dragoon Guards in Palästina. Nach der Demobilisierung ging er für ein dreijähriges Studium am Wadham College (1949–1952) nach Oxford. Dann trat er in den Dienst des British Museum, wo er über ein Jahrzehnt als Manuskriptverwalter tätig war. Er lehrte von 1964 bis 1988 am Institut für Theologie in Durham und wurde als emeritierter Reader ausgezeichnet.

## Schriften (Auswahl)
- God’s decree and man’s destiny. Studies on the thought of Augustine of Hippo. London 1987, ISBN 0-86078-203-4.
- Church and faith in the patristic tradition. Augustine, Pelagianism, and early Christian Northumbria. Aldershot 1996, ISBN 0-86078-557-2.
- St Augustine of Hippo. Life and controversies. Norwich 2002, ISBN 1-85311-442-1.
- Freedom and necessity. St. Augustine’s teaching on divine power and human freedom. Washington, D.C. 2007, ISBN 0-8132-1474-2.